# Soul of a New Machine
Soul of a New Machine (englisch für Seele einer neuen Maschine) ist das offizielle Debütalbum der US-amerikanischen Metal-Band Fear Factory. Es erschien im August 1992 bei Roadrunner Records. Das eigentliche Debüt Concrete wurde erst nachträglich 2002 veröffentlicht. Auf Soul of a New Machine gab es im Gegensatz zum Nachfolger Demanufacture noch deutliche Death-Metal-Elemente.

## Stil
Das Album verbindet Elemente des Death Metal, Neo-Thrash/Groove Metal sowie einzelne Anleihen aus Grindcore, Industrial Metal und Alternative Metal miteinander. Es wurde mit einer Mischung aus Entombed und Prong, Carcass und Voivod beschrieben. Death-Metal-ähnliches Growling wechselt sich mit klaren Gesangspassagen ab.

## Entstehungsgeschichte
Nachdem die Band das mit dem damals noch recht unbekannten Ross Robinson aufgenommene Album Concrete nicht veröffentlicht hatte, weil sie mit den Vertragsbedingungen unzufrieden war, kam sie auf Empfehlung von Max Cavalera von Sepultura zu Roadrunner Records. Im Mai 1992, kurz nach den Unruhen in Los Angeles 1992, wurde das Album in Hollywood aufgenommen, wobei einige Songs vom ersten Album erneut verwendet wurden. Die Band probte damals noch in einer Garage. Bei den Aufnahmen im Grand-Master-Studio spielte Gitarrist Dino Cazares die Basslinien ein, Bassist Andrew Shives, der im Booklet aufgeführt ist, war nur live für die Band tätig. Zum Abmischen begab sich Cazares mit Produzent Colin Richardson und Toningenieur Steve Harris im Juni 1992 nach Sheffield in England in die Fon Studios.

## Konzept und Texte
Obwohl das Album unterschiedliche Themen behandelt, äußerte die Band nachträglich, das Album habe ein Konzept der Geburt des „Fetus in die Maschine“. Diese Thematik spiegelt auch das von Satok Lrak gestaltete Cover wider. Zu den Textinhalten sagte Dino Cazares:

„Los Angeles ist mein Background, und davon singen wir. Es ist ein anderes Los Angeles als das der Möchtegern-Rockstars. Die Bandenkriege und der Polizeiterror – für mich ist die L.A.P.D. nur eine weitere Gang – das ist mehr oder weniger unsere Welt... Auf unserem Album gibt es keine Science-Fiction, alle Stories sind wahr.“

So handle Scapegoat von einem Vorfall, wo Cazares sich unter anderem „als Latino“ zu Unrecht inhaftiert und verurteilt sah. In Leechmaster gehe es um die Beziehung zu einer Frau (Leech bedeutet Blutegel). Crash Test sei ein Protestsong gegen Tierversuche bei der Herstellung von Airbags. Self Immolation handelt von Drogen, Suffer Age ist von einem Massenmörder inspiriert, dem „Killer-Clown“ John Wayne Gacy. Crisis handelt vom Zweiten Golfkrieg. Hier wurden Samples aus den Filmen Apocalypse Now und Full Metal Jacket verwendet. Das instrumentale Natividad sei eine Klangskulptur Cazares’ für seine verstorbene Mutter, die diesen Vornamen trug. Ihr und seinem Vater Joey hat er auch das Album gewidmet. Arise Above Oppression sei ein „positiver Song“, der davon handle, sich von all dem Negativen nicht unterkriegen zu lassen und das eigene Land trotz dessen großer Probleme zu mögen.

## Rezeption
Im damaligen Rock Hard nannte Frank Albrecht Soul of a New Machine „das ungewöhnlichste Death-Metal-Album, das bis zum heutigen Tage erschienen ist.“ Die Band unterscheide sich durch ihre Stilmixtur sehr von anderen Bands des Genres. Burton C. Bells stimmliche Variationen seien „faszinierend“. 8,5 von zehn Punkten wurden vergeben. Auf allmusic.com nennt Jason Birchmeier die Band „ihrer Zeit voraus“, die Band passte damals kaum in die unterschiedlichen musikalischen Lager und sei zugleich eine „Anomalie“ und „Ground Zero“ des Alternative Metal gewesen. Drei von fünf Sternen wurden vergeben.

## Titelliste
1. Martyr – 4:06
2. Leechmaster – 3:54
3. Scapegoat – 4:33
4. Crisis – 3:45
5. Crash Test – 3:46
6. Flesh Hold – 2:31
7. Lifeblind – 3:51
8. Scumgrief – 4:07
9. Natividad – 1:04
10. Big God/Raped Souls – 2:38
11. Arise Above Oppression – 1:51
12. Self Immolation – 2:46
13. Suffer Age – 3:40
14. W.O.E. – 2:33
15. Desecrate – 2:35
16. Escape Confusion – 3:58
17. Manipulation – 3:29

Alle Songs stammen von Dino Cazares. Alle Texte stammen von Burton C. Bell, außer Escape Confusion und Suffer Age von Dino Cazares, Arise Above Oppression verfassten beide gemeinsam.
Wiederveröffentlichung
Das Album wurde im Jahre 2004 von Roadrunner Records remastert als Doppel-CD wiederveröffentlicht. Die Neuauflage enthielt neben den siebzehn Titeln der ursprünglichen Version die folgenden Stücke auf einer zweiten CD:
1. Martyr (Suffer Bastard Mix)
2. Self Immolation (Vein Tap Mix)
3. Scapegoat (Pigfuck Mix)
4. Scumgrief (Deep Dub Trauma Mix)
5. Self Immolation (Liquid Sky Mix)

Gesamtspielzeit: 29 min 55 s.
Diese waren bereits auf der 1993 eigenständig erschienenen Remix-EP Fear Is the Mindkiller enthalten.